# Ехтернах
Ехтернах (люксемб. Iechternach, фр. Echternach, нім. Echternach) — місто в Люксембурзі, що утворює собою окрему комуну. Входить до складу кантону Ехтернах в окрузі Гревенмахер.

## Географія

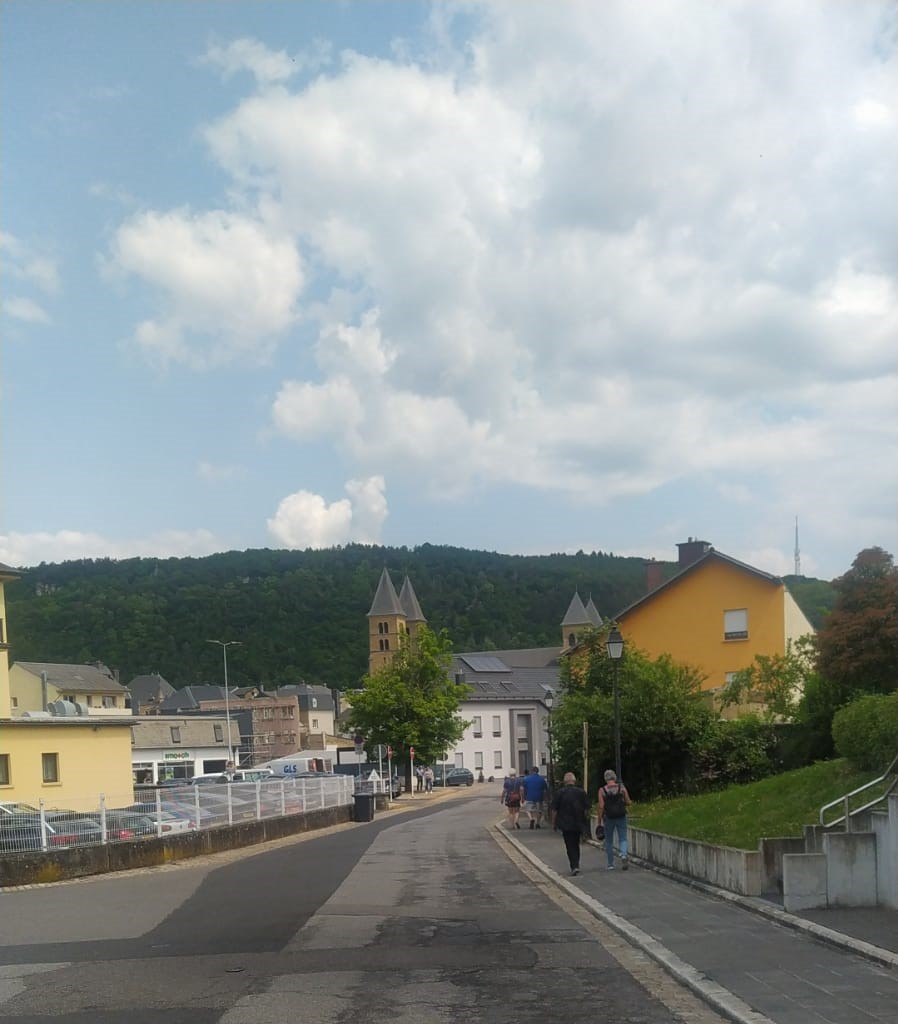
На вулиці Ехтернаху

Площа території комуни становить 20,49 км² (53-є місце за цим показником серед 116 комун Люксембургу).
Найвища точка комуни над рівнем моря — 393 метрів (65-е місце за цим показником серед комун країни), найнижча — 154 метрів (11-е місце).

## Демографія
Станом на 2011 рік на території комуни мешкало 4 960 ос.
Динаміка чисельності населення: